# Mikrozarządzanie
Mikrozarządzanie – styl zarządzania cechujący się wysokim stopniem obserwacji i kontroli pracy podwładnych. Ten styl zarządzania zwykle jest postrzegany negatywnie ze względu na ograniczenie wolności pracowników.

## Definicja
Choć termin mikrozarządzanie nie występuje w słowniku języka polskiego, jest powszechnie wykorzystywany w artykułach branżowych. Termin występuje w słowniku angielsko-polskim jako tłumaczenie angielskiego zwrotu micromanagement, czyli zarządzanie z przesadną dbałością o szczegóły. Taka sama definicja pojawia się w Miriam Webster's online dictionary. Internetowy słownik English Oxford dictionary definiuje ten termin jako kontrola każdej części przedsiębiorstwa lub działania, bez względu na to jak jest mała.
Określenie mikrozarządzania wykorzystuje się również w kontekście społecznym, gdzie jeden z członków grupy stara się uzyskać wysoki poziom kontroli i wpływu na pozostałe osoby.

## Symptomy
Muriel Maignan Wilkins wskazuje 6 głównych symptomów, jakie mogą sugerować, że menadżer stosuje mikrozarządzanie:
1. Brak zadowolenia z wyników pracy zespołu.
2. Poczucie, że praca wykonana samodzielnie byłaby zrobiona lepiej.
3. Przykładanie dużej wagi do szczegółów. Duma lub/i złość – wynikająca z faktu, poprawiania błędów podwładnych.
4. Potrzeba informacji gdzie są i co robią wszyscy członkowie twojego zespołu.
5. Potrzeba otrzymywania częstych powiadomień na temat bieżącego stanu wykonywanych zadań.
6. Potrzeba śledzenia korespondencji e‑mailowej prowadzonej przez podwładnych.

Inne zachowania typowe dla przełożonych stosujących mikrozarządzanie, to przypisywanie sobie osiągnięć podwładnych i obwinianie ich za swoje niepowodzenia. Osoby takie oczekują możliwości konsultacji każdej decyzji podejmowanej w projekcie i często pracują dłużej od swoich podwładnych.

## Przyczyny
Przełożony stosujący mikrozarządzanie może mieć trudności w delegowaniu zadań podwładnym ze względu na wątpliwość dotyczącą ich kompetencji, przykładanie zbyt dużej wagi do zadania, które mają wykonać, lub postrzeganie zadania jako trudniejsze niż jest w rzeczywistości. Istotną rolę w decyzji o delegowaniu zadań mają również: skłonność do podejmowania ryzyka, poziom obłożenia własnymi zadaniami, poziom doświadczenia zawodowego (im wyższy, tym wyższa skłonność do delegowania). Menadżerowie są bardziej skłonni delegować zadania pracownikom, z którymi realizowali już wspólne działania. Często winna jest również struktura przedsiębiorstwa. Dobry menadżer, który jest mikrozarządzany będzie wdrażał to podejście w swoim zespole.
Victoria Hekkers wskazuje cienką granicę pomiędzy mikrozarządzaniem a rzetelną kontrolą efektów. W swoim artykule przywołuje opinie pracowników, którzy mikrozarządzaniem nazywają wyznaczanie standardów i wskaźników efektywności. Według autorki powodem takiego działania jest brak zaufania w zespole i poczucie, że kontrola jakości i efektywności jest spowodowana podejrzeniem lenistwa u podwładnych.

## Skutki mikrozarządzania
Gdy menadżer zajmuje się zadaniami swoich podwładnych, zamiast skupić się na swoich, bardziej złożonych obowiązkach, cierpi na tym cała firma. Odbieranie podwładnym prestiżu z poprawnie wykonanego zadania jak i odpowiedzialności za wykonywane zadania zaburza dwa z trzech źródeł motywacji wewnętrznej: autonomię i kompetencję, co zniechęca pracowników do działania. W efekcie tego członkowie kadry zarządzającej często są przeciążeni pracą, będąc jednym z głównych powodów opóźnień w realizowanych działaniach. Sandra K. Collins i Niki Hou wskazują szereg krótko- i długofalowych konsekwencji stosowania mikrozarządzania:
- Obniżenie morale pracowników
- Zwiększona rotacja pracowników
- Obniżenie produktywności
- Zmniejszenie satysfakcji klientów
- Wypalenie zawodowe menadżerów

W konsekwencji, zdaniem autorek jest to jedna z trzech głównych przyczyn rezygnacji pracowników z pracy.
Jednym ze słynnych, nawróconych szefów stosujących ten styl zarządzania był Steve Jobs, a skutkiem jego wzmożonej potrzeby kontroli pracowników – upadek firmy NeXT. W czasie, w którym Jobs skupiał się na zarządzaniu NeXTem, jego drugi twór – Pixar kwitł dzięki znacznej swobodzie pozostawionej w rękach Eda Catmulla i Johna Lassetera. Nauczony tymi doświadczeniami Jobs dostosował swój styl zarządzania wracając do Apple i prowadząc firmę na drodze do sukcesu.

## Działania zapobiegające mikrozarządzaniu
Według White'a podstawowym środkiem zapobiegawczym jest regularna analiza stanu zarządzania w przedsiębiorstwie. Należy zweryfikować, czy decyzje są podejmowane na najniższym możliwym poziomie, czy istnieją wąskie gardła na szczeblach menadżerskich, spowalniające procesy decyzyjne ze względu na zbyt dużo obowiązków, czy któryś z menadżerów wykazuje się symptomami opisanymi przez Muriel Wilkins. Autor wskazuje, że niektóre osoby mają predyspozycje do stosowania mikrozarządzania i muszą zwracać szczególną uwagę na unikanie zachowań szkodliwych. Inne, opisywane w materiałach źródłowych praktyki zmniejszające ryzyko wystąpienia mikrozarządzania to:
1. Jasno wyznaczone cele, na przykład stosując metodologię SMART.
2. Regularne spotkania zespołu.
3. Miejsce na błędy podwładnych.
4. Mierniki efektywności (KPI).
5. Budowanie zaufania w zespole.
6. Skuteczne delegowanie zadań, podając wszystkie informacje i oczekiwania.